# Charles William Miller
Charles William Miller (São Paulo, Brasil, 24 de noviembre de 1874 - 30 de junio de 1953), fue un futbolista brasileño, descendiente de padre escocés y madre inglesa, es conocido en Brasil como el padre del fútbol. Fue el mejor jugador del São Paulo Athletic Club y el mejor en el Campeonato Paulista, el cual se ha establecido en su honor. Además fue presidente del equipo de fútbol brasileño Sport Club Corinthians Paulista.

## Primeros años
Nació en São Paulo y sus padres fueron John Miller, un ingeniero ferroviario escocés y Carlota Fox, brasileña de ascendencia inglesa.